# Bitwa pod Tinzaouaten (2024)
Bitwa pod Tinzaouaten – bitwa pomiędzy koalicją rebeliantów tuareskich (Azawad/CSP-DPA), a armią malijską wspieraną przez rosyjską Grupę Wagnera. Do zdarzenia doszło na obrzeżach Tinzaouaten, miejscowości położonej na granicy algiersko-malijskiej. 
Sahelijski oddział Al-Kaidy, Dżama’at Nasr al-Islam wa-al-Muslimin (JNIM), twierdzi, że brał udział w bitwie, czemu zaprzeczają Tuaregowie.  
Bitwa rozpoczęła się 25 lipca 2024 r., kiedy rebelianci zaatakowali konwój wojskowy przewożący siły malijsko-rosyjskie kierujące się do Tinzaouaten. W wyniku zasadzki zginęło od 10 do 47 żołnierzy malijskich i od 25 do 82 kontraktorów rosyjskich, co jest największą, jednorazową stratą Grupy Wagnera od czasu jej rozmieszczenia w Mali w 2021 roku. 

## Ukraińskie zaangażowanie
29 lipca „Kyiv Post” podał informację, że po wygranej walce rebelianci zrobili sobie zdjęcie z ukraińską flagą, wyrażając w ten sposób swoje poparcie dla Ukrainy. 
BBC Verify zdementowało tę informację, twierdząc, że zdjęcie jest wyedytowanym kadrem z rebelianckiego filmu zrealizowanego w czerwcu na którym oryginalnie nie pokazano żadnej ukraińskiej flagi.  
Główna Dyrekcja Wywiadu Ukrainy oświadczyła, że dostarczyła rebeliantom informacji wywiadowczych dotyczących biorących udział w walce sił rosyjskich.
W odpowiedzi 4 sierpnia Mali zerwało stosunki dyplomatyczne z Ukrainą ze skutkiem natychmiastowym.